# 小行星9118
小行星9118（英語：9118）是一颗围绕太阳公转的小行星。1997年4月5日，林肯近地小行星研究小组在索科罗发现了此天体。
这颗小行星的绝对星等为263.8892742485012等。